# Ommatius baboquivari
Ommatius baboquivari är en tvåvingeart som beskrevs av Wilcox 1936. Ommatius baboquivari ingår i släktet Ommatius och familjen rovflugor.
Artens utbredningsområde är Arizona. Inga underarter finns listade i Catalogue of Life.